# Blizanci
 Ovo je glavno značenje pojma Blizanci. Za druga značenja pogledajte Blizanci (razdvojba).
Blizanci predstavljaju dva embrija koja se u tijelu majke istovremeno razvijaju i rode se neposredno jedan poslije drugog. Ako se radi o tri, četiri ili više embrija onda su u pitanju trojke, četvorke, petorke itd. Dijelimo ih na jednojajčane blizance tj. blizance koji su nastali iz jedne jajčane stanice, dvojajčane (heterozigotne) blizance odnosno blizance koji su nastali iz dviju odvojenih oplođenih jajnih stanica te sijamski blizanci, srašteni dvojci.

### Jednojajčani blizanci
Jednojajčani blizanci nastaju oplođenjem jedne jajne stanice jednim spermatozoidom, a neposredno poslije oplodnje dolazi do podjele oplođenog jajeta na dva jednaka dijela. Pošto se oplođeno jaje podjeli mitozom oni su genetski potpuno identični pa su zbog toga i istog spola. Jednojajčani blizanci se smatraju prirodnim klonovima. Slično dvojajčanim blizancima i jednojajčani mogu biti trojke, četvorke i petorke. U slučaju nepotpune podjele embrionalne osi u prvim fazama razvoja, embriji ostaju djelomično spojeni, te se kasnije razviju u tzv. sijamske blizance. Oni su često jedan prema drugome simetrični kao lik u ogledalu. Učestalost jednojajčanih blizanaca kod svih naroda je skoro jednaka tj. iznosi oko 0,2 posto za dvojke.

### Dvojajčani blizanci
Dvojajčani blizanci su oni blizanci koji se razvijaju iz dvije jajne stanice od kojih je svaka oplođena drugim spermatozoidom. Mogu biti istog ili različitih spolova, a po genetskom sastavu su različiti onoliko koliko su različita i braća/sestre koja nisu blizanci. Razlikuju se dva tipa ovih blizanaca:
- Prvi su oni koji su porijeklom iz dvije jajne stanice koje su se razvijale u zasebnim grafovima jajnika, kod njih svako jaje ima posebnu ovojnicu (deciduu) i posteljice su udaljene jedna od druge.
- Drugi su oni koji su porijeklom iz dvije jajne stanice koje su se razvijale u istim grafovima jajnika, njihove posteljice su blizu jedna drugoj i imaju zajedničku ovojnicu.

Pored dvojajčanih mogu se javiti i višejajčani blizanci. Postoji određeno pravilo da što su blizanci brojniji time se rjeđe javljaju u ljudskim populacijama. Dakle, najbrojniji su dvojajčani, dok postotak opada kada se radi o trojkama, četvorkama itd.
Postotak javljanja blizanaca varira kod različitih naroda. Dvojajčani blizanci su najbrojniji u Belgiji, Finskoj, Danskoj, Švedskoj i Norveškoj, dok se najrjeđe javljaju u Kini (0,3%) i Vijetnamu (samo 0,01%). Kod dvojajčanih blizanaca može se dogoditi da jajne stanice budu oplođene spermijima dva muškarca. To dokazuje slučaj kada su rođeni blizanci od kojih je jedan bio bijelac, a drugi mješanac bijelca i crnca.

## Vanjske poveznice
- http://hjp.znanje.hr/index.php?show=search
- http://forum.roda.hr/forums/78-Blizanci-trojke-%C4%8Detvorke
- http://www.bionet-skola.com/w/Blizanci  Arhivirana inačica izvorne stranice od 14. ožujka 2014. (Wayback Machine)